# 1976 год в науке
В 1976 году были различные научные и технологические события, некоторые из которых представлены ниже.

## События
- 9 января - в Португалии основан Азорский университет, расположенный в Азорском автономном регионе, в муниципалитете Понта-Делгада.
- 21 января — начало первых регулярных полётов сверхзвукового пассажирского авиалайнера «Конкорд» по маршрутам Лондон — Бахрейн и Париж — Рио-де-Жанейро.
- 6 июля—24 августа — полёт космического корабля Союз-21. Экипаж — Б. В. Волынов, В. М. Жолобов.
- 20 июля — программа «Викинг»: «Викинг-1» успешно приземляется на Марсе.
- 31 июля — НАСА публикует известное Лицо на фотографии Марса, сфотографированное «Викингом-1».
- 7 августа — программа «Викинг»: «Викинг-2» выходит на орбиту вокруг Марса.
- 9 августа — запуск автоматической станции «Луна-24». Аппарат совершил полёт к Луне, спустился на её поверхность и 22 августа вернулся на Землю, доставив образцы лунного грунта, взятого с глубины около двух метров.
- 3 сентября — программа «Викинг»: «Викинг-2» успешно приземляется на Марсе.
- Кеннетом Аппелем и Вольфгангом Хакеном доказана теорема четырёх цветов.

## Достижения человечества

### Новые виды животных
- Животные, описанные в 1976 году

## Награды
- Нобелевская премия
  - Физика — Бертон Рихтер и Сэмюэл Тинг — «За основополагающий вклад по открытию тяжёлой элементарной частицы нового типа» (J/ψ).
  - Медицина и физиология — Барух Бламберг, Карлтон Гайдузек — «За открытия, касающиеся новых механизмов происхождения и распространения инфекционных заболеваний».
  - Химия — Уильям Нанн Липскомб
- Премия Тьюринга
  - Майкл Рабин и Дана Скотт — «За их общую статью под названием „Конечные автоматы и проблема разрешимости для них“, в которой была предложена идея недетерминированного автомата, концепции, доказавшей впоследствии свою исключительную ценность. Их, ставшая классической, статья послужила источником вдохновения для многих последующих работ в этой области».
- Большая золотая медаль имени М. В. Ломоносова
  - Семён Исаакович Вольфкович — за выдающиеся достижения в области химии и технологии фосфора, а также в разработке научных основ химизации сельского хозяйства СССР.
  - Герман Кларе (академик Академии наук Германской Демократической Республики) — за выдающиеся достижения в области химии и технологии искусственных волокон.
- Другие награды АН СССР
  - Премия имени Г. В. Плеханова — Михаил Эразмович Омельяновский — советский философ, член-корр АН СССР — за работу «Диалектика в современной физике»[1].

## Скончались
- 1 февраля — Вернер Карл Гейзенберг немецкий физик, создатель «матричной квантовой механики Гейзенберга», лауреат Нобелевской премии по физике (1932).
- 31 мая — Жак Люсьен Моно французский биохимик и микробиолог, лауреат Нобелевской премии по физиологии и медицине в 1965 году.
- 26 августа — Иван Алексенко, советский конструктор танков.
- 5 октября — Ларс Онсагер норвежско-американский физхимик и физик, лауреат Нобелевской премии по химии (1968). Известен благодаря своей теории необратимых реакций.